# Benczédi Ilona
Benczédi Ilona (Korond, 1948. január 6. –) Svédországban élő erdélyi magyar szobrász, Benczédi Sándor szobrász lánya, Benczédi Sándor színész húga, Benczédi József nővére.

## Életpályája
1973-ban végezte a kolozsvári Ion Andreescu Képzőművészeti Főiskola szobrászat szakát. Tanára Vetró Artúr volt. A főiskola elvégzése évétől rendszeresen állított ki belföldön és külföldön is. Kezdetben apja műhelyében dolgozott mint szabadúszó. 1979-ben Zilahra költözött, ott a Pionírházban vezette a kerámiakört. 1987-ben Svédországban telepedett le. Erről így vall egy interjúban: „Jöttek a sötét Ceaușescu-évek Zilahon. Se villany, se fűtés, se étel, se szoborégetés, se útlevél... Mikor már nem bírtam tovább, nagy erőbedobással összeállítottam egy szép kiállítást Bukarestben, amivel aztán még egyszer nyugatra indulhattam és Svédországban álltam meg.”

## Munkássága
Kezdetben színezett kerámiaszobrokat készített, apja nyomdokain haladva. Kisplasztikai munkái a művészi groteszk eszközeivel mutatnak rá a tragikomikus helyzetképekre. Szávai Géza írta róla 1986-ban: „Én abszolút komolyan vett műgondnak, és humornak ilyen tüneményszámba menő ötvözetével még soha nem találkoztam. Így aztán még arra is meg merek esküdni, hogy a Benczédi Ilona pipiskedő hölgyeinek szédítő pillantásai műszempillák alól «lövellenek» felénk.”
Első egyéni kiállítása a kolozsvári Művészeti Alap kisgalériájában volt 1974-ben.
14 évesen, apjával közösen készítette első köztéri munkáját, a Metropol vendéglő bárjának kerámiafalát. Az 1970-ben épült kolozsvári járványkórházban áll a fából készült alkotása, a Táncoló nők. 1989-ben készítette Svédországban az Östersundi Megyei Kórház  homlokzatának reliefjét, majd 2002-ben ugyancsak Östersundban a Megyei  Kultúrközpont  előcsarnokának kerámiamozaik figuráit. Munkái díszítik Frösön idősek otthonának előcsarnokát, több bérház bejáratát. Munkái sok helyen megtalálhatók (például a kolozsvári Művészeti Múzeumban, a makói múzeumban, az östersundi színházban és számtalan magángyűjteményben.

### Egyéni kiállítások (válogatás)
- 1974 • Románia, Kolozsvár,  Unió kisgaléria
- 1975 • Románia, Szeben, Sirius Galéria
- 1978 • Románia, Kolozsvár
   • Románia, Marosvásárhely
   • Franciaország, Strasbourg, Ecole Municipale des Arts Decoratives
   •  Hollandia, Amsterdam, Wrije Universiteit
- 1979 • Hollandia, Amsterdam. Galleri Lieve Hemel
- 1986 • Románia, Kolozsvár
   •  Románia, Bukarest
- 1988 • Svédország, Stockholm, Galleri Svarte Munken Gamla stan
- 1993 • Románia, Kolozsvár, Komplex U.A.P
- 1997 • Svédország, Östersund, Stadsmiseum Ahlbergshallen
- 2004 • Svédország, Härnösand, Konsthall
- 2005 • Svédország, Stockholm, Galleri Greven
- 2008 • Svédország, Östersund, Stadsmuseet Ahlbergshalen
- 2013 • Svédország, Borgeby Slott
- 2014 • Svédország, Lund Galleri Ängel
- 2023 • Románia, Sepsiszentgyörgy, Erdélyi Művészeti Központ
   • Románia, Kolozsvár, Bánffy-palota

### Csoportos kiállítások
- 1977 • Románia, Bukarest, Dekoratív Művészetek Triennáléja
- 1981 • Bulgária, Gabrovo, Nemzetközi Humorfesztivál
- 1985 • Bulgária,  Gabrovo, Nemzetközi Humorfesztivál
- 2004 • Svédország, Östersund, Jamtli Észak Öszi Szalonja
- 2005 • Svédország, Stockholm, Sollentuna Art Fair
- 2006 • Svédország, Galleri Bohlin
   •  Svédország, Galleri Remi
- 2008 • Svédország, Helsingborg Sofiero Salong
   •  Hollandia, Doetinchem Huntenkunst
   •  Thaiföld, Bangkok Poh-Chang Art Fair
- 2010 • Svédország, Helsingborg, Salong Dunkers
- 2013 • Dánia, Frederiksborg, Historical Museum
- 2015 • Svédország, Landskrona, Konsthall
- 2016 • Svédország, Landskrona, Konsthall
- 2017 • Dánia, Frederiksborg, Historical Museum Portrait Award

### Galéria

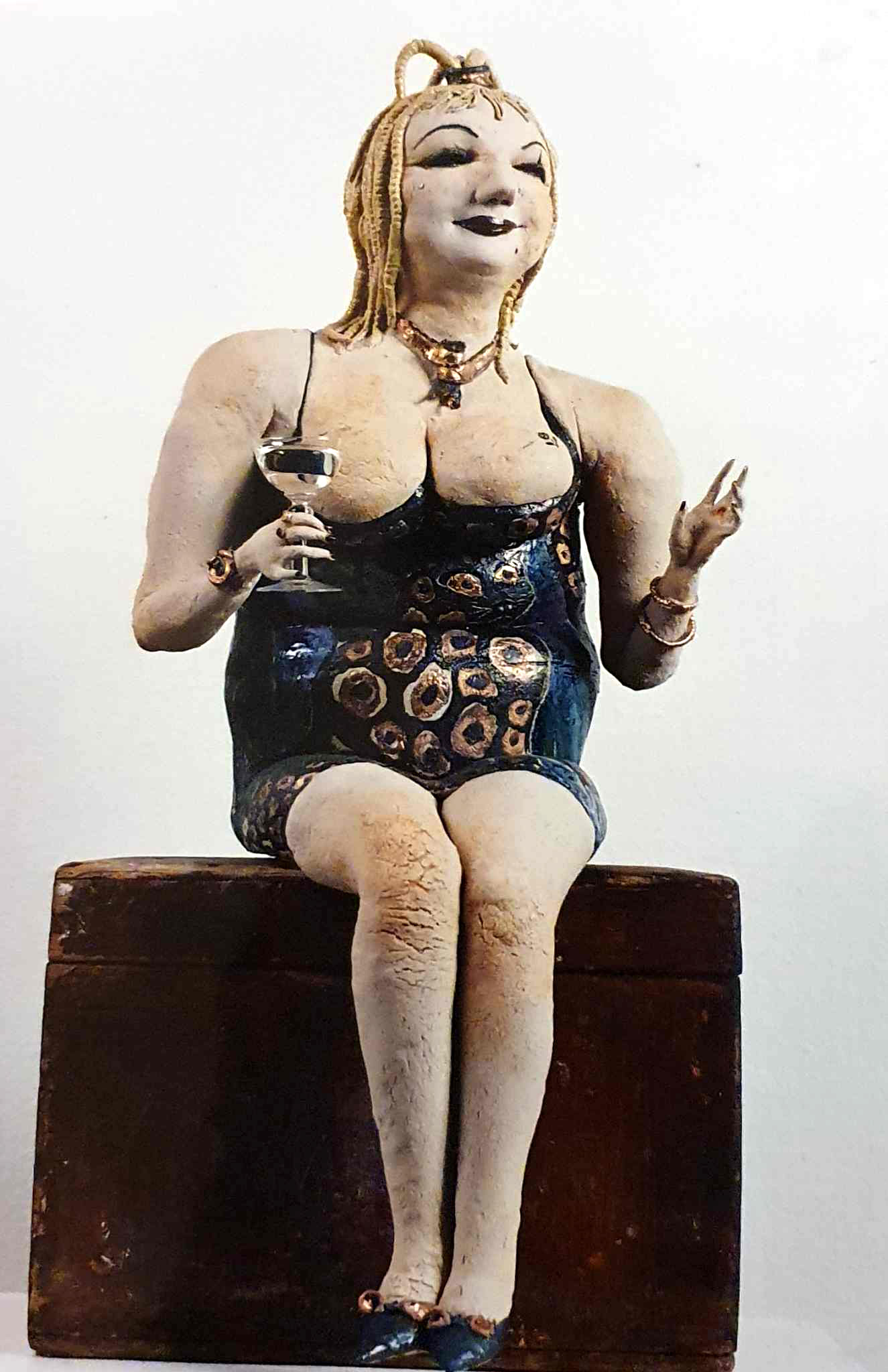
Isten hozott
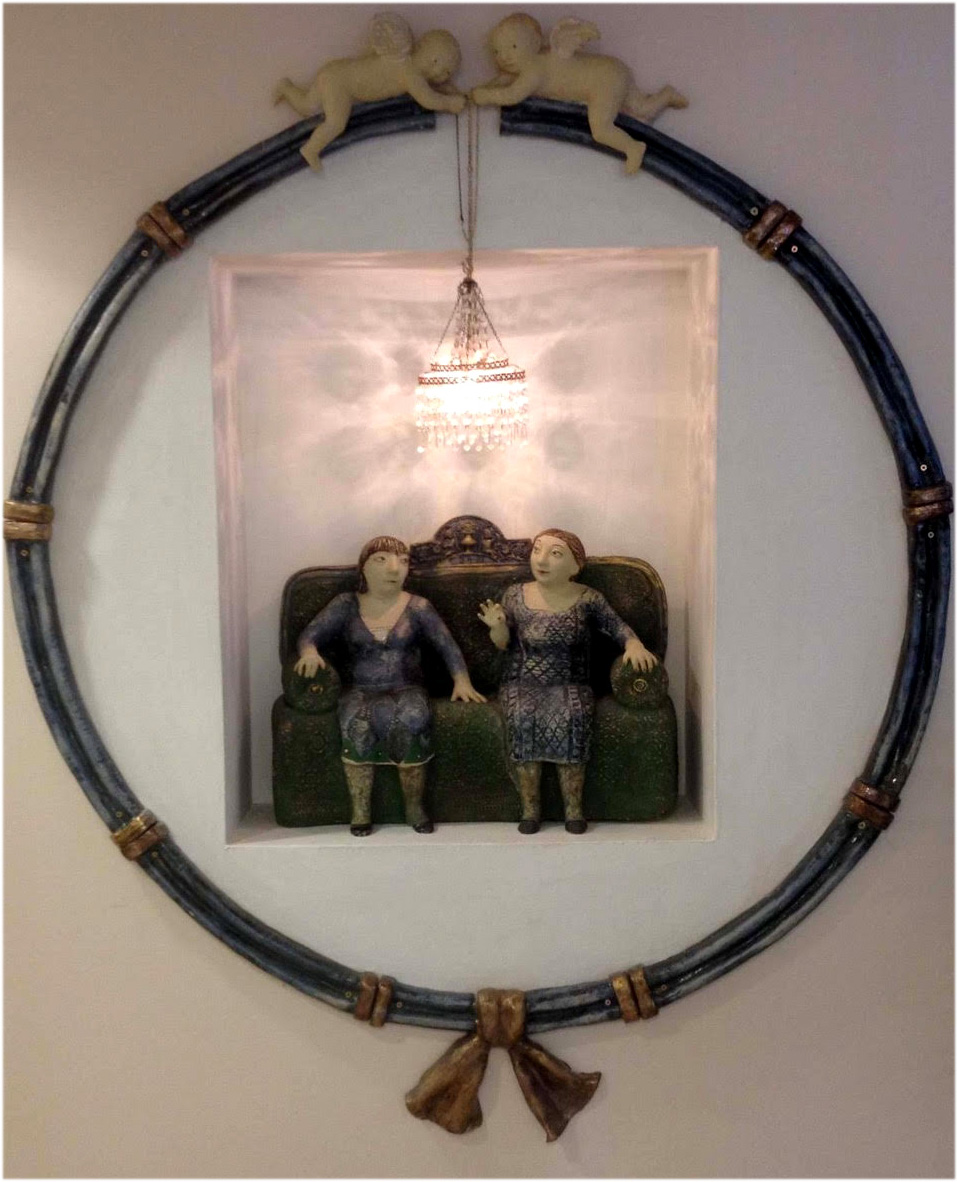
Kedves otthon
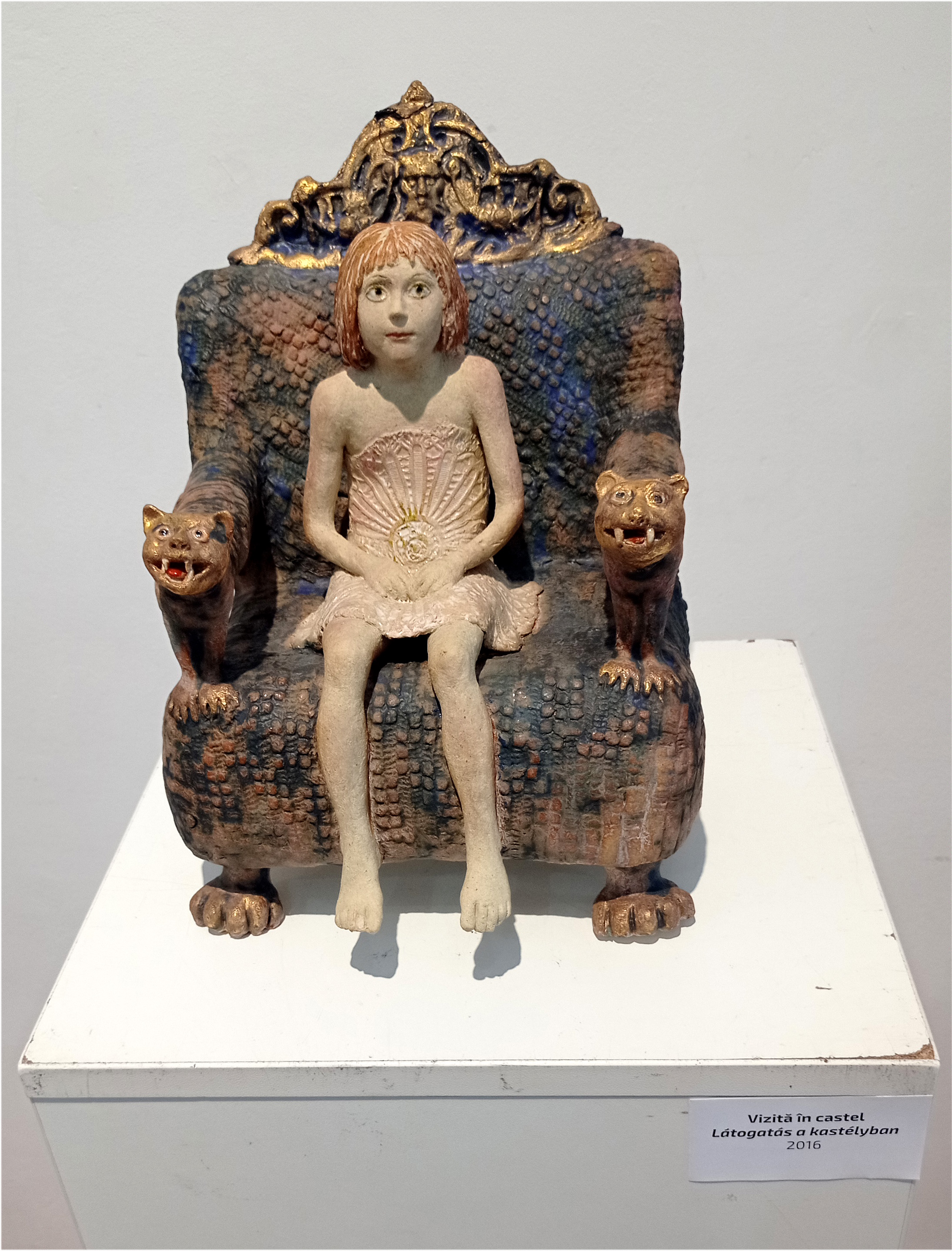
Látogatás a kastélyban
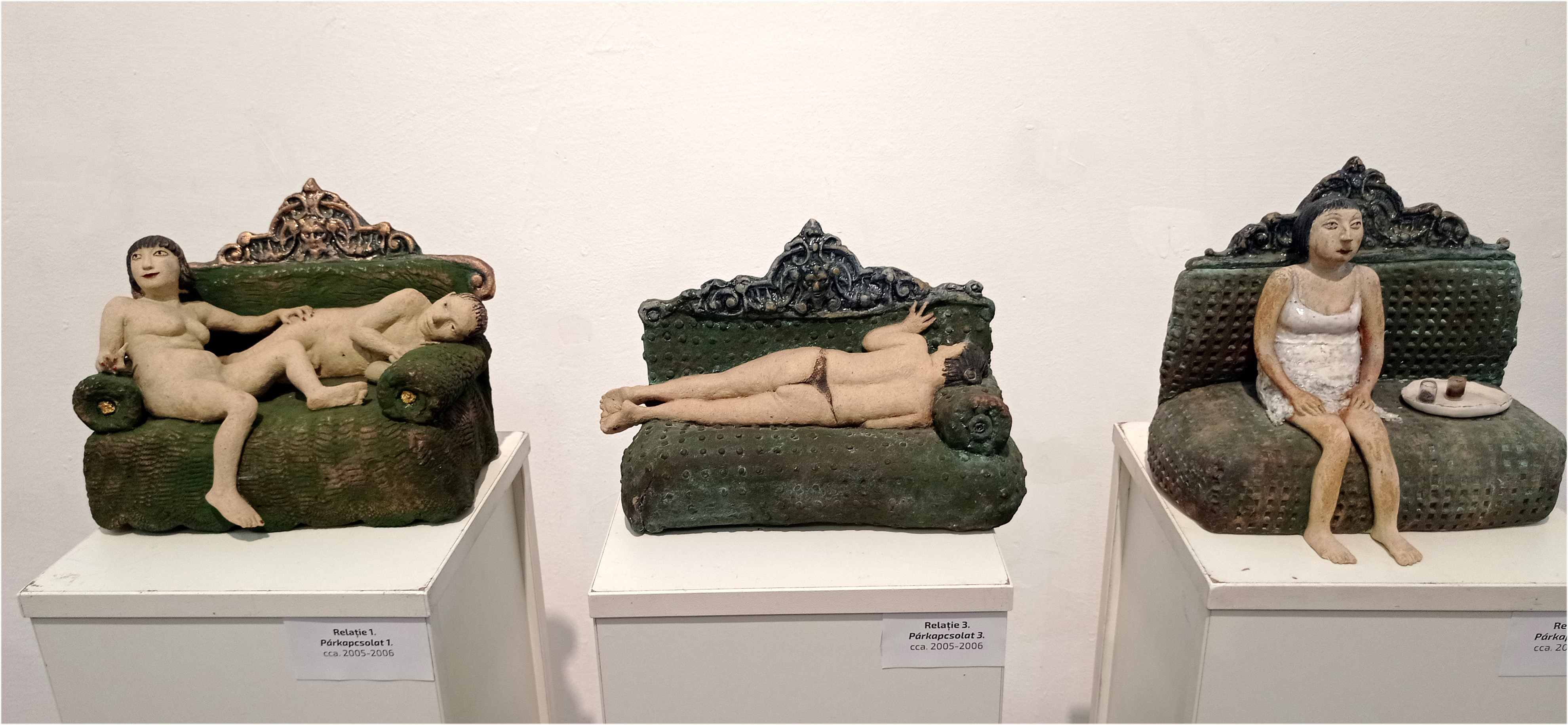
Párkapcsolat 1, 2, 3
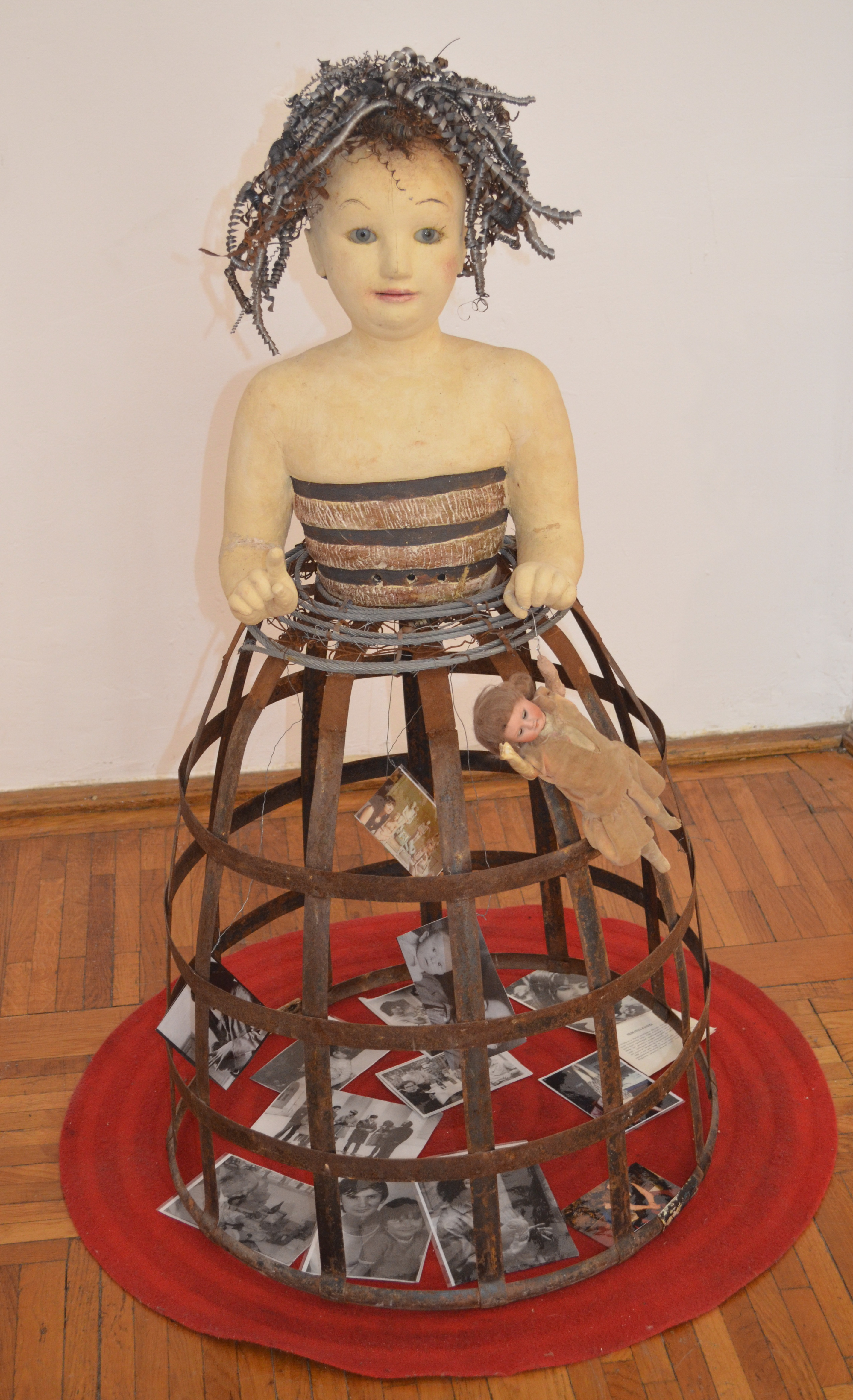
Krinolinos lány

### Tagságok
- 1975–2000 Romániai Képzőművészek Szövetsége
- 1988–2000 Konstnärernas Riksorganisation (Svédország Képzömüvészeinek Szövetsége)
- 2000– Skulptörförbundet (Svéd Szobrászok Szövetsége)
- 2008– Konstrundan/Nordvästra Skåne

### Díjak, elismerések
- Östersundi Megyei Újság (Länstidningen i Östersund) Kultúrdíja (Ingrid Roth-tal együtt), 2008